# Campeonato de Asturias de Rallyes
El Campeonato de Asturias de Rallyes es un campeonato regional de rally de ámbito autonómico que se celebra anualmente en Asturias (España) desde 1965 hasta la actualidad. Se compite en rallyes de asfalto. El vigente campeón es José Manuel Mora.

## Ganadores
| Año  | Piloto                       | Copiloto                 | Vehículo                 |
| ---- | ---------------------------- | ------------------------ | ------------------------ |
| 1965 | Manuel González              | ?                        | Morris Mini              |
| 1966 | Marcelino Moreno             | ?                        | SEAT 1500                |
| 1967 | Eduardo Tapia                | ?                        | Simca 1000               |
| 1968 | José M. Fernández Felgueroso | ?                        | SEAT 850 Coupe           |
| 1969 | José Luis Pérez              | ?                        | Renault 8 ts             |
| 1970 | Julio Gargallo               | ?                        | Porsche 911 s            |
| 1971 | Emeterio Fernández           | ?                        | Renault-Alpine A 110     |
| 1972 | Aladino Martínez             | ?                        | Renault 8 Gordini        |
| 1973 | Juan José Díaz               | ?                        | Mini Cooper              |
| 1974 | Juan Gemar                   | ?                        | SEAT 124 Proto           |
| 1975 | Tino Suárez                  | ?                        | SEAT 124-1800            |
| 1976 | Juan Gemar                   | ?                        | Porsche 911 S            |
| 1977 | José María Puig              | Enrique                  | SEAT 124-1800            |
| 1978 | José Luis Graña              | ?                        | SEAT 124-1800            |
| 1979 | Juan Ordiales                | ?                        | Seat Fl-1800             |
| 1980 | José Antonio López-Fombona   | L. Menéndez              | Fiat 131 Abarth          |
| 1981 | José Antonio López-Fombona   | L. Menéndez              | Fiat 131 Abarth          |
| 1982 | José Bernardo Pino           | ?                        | Ford Fiesta XR-2         |
| 1983 | José Luis Graña              | ?                        | Ford Escort RS 1800      |
| 1984 | Bernardo Cardin              | ?                        | Lancia Rally 037         |
| 1985 | José Bernardo Pino           | ?                        | Ford Fiesta XR-2i        |
| 1986 | Jaime Montes                 | ?                        | Talbot Samba S           |
| 1987 | Alberto Hevia Lagranda       | ?                        | Renault 5 GT Turbo       |
| 1988 | Kiko Cima                    | ?                        | Renault 5 GT Turbo       |
| 1989 | Daniel Alonso                | ?                        | Ford Sierra RS Cosworth  |
| 1990 | Kiko Cima                    | ?                        | Renault 5 GT Turbo       |
| 1991 | Daniel Alonso                | ?                        | Ford Sierra RS Cosworth  |
| 1992 | Kiko Cima                    | ?                        | Renault Clio             |
| 1993 | José Naredo                  | ?                        | Ford Sierra Cosworth 4x4 |
| 1994 | Daniel Alonso                | ?                        | Ford Sierra RS Cosworth  |
| 1995 | Ruperto Reguera              | ?                        | Renault Clio Williams    |
| 1996 | Ruperto Reguera              | ?                        | Renault Clio Williams    |
| 1997 | Félix García                 | ?                        | SEAT Ibiza Cupra         |
| 1998 | Félix García                 | ?                        | SEAT Ibiza Cupra         |
| 1999 | Félix García                 | ?                        | SEAT Ibiza Cupra         |
| 2000 | Miguel D. Alonso             | ?                        | Citroën Saxo VTS         |
| 2001 | Miguel D. Alonso             | ?                        | Citroën Saxo VTS         |
| 2002 | Alberto Hevia                | ?                        | Renault Clio Sport       |
| 2003 | Félix García                 | ?                        | Mitsubishi Lancer Evo.6  |
| 2004 | Felix Garcia                 | ?                        | Mitsubishi Lancer EVO VI |
| 2005 | Aquilino Sánchez             | ?                        | Renault Clio Sport       |
| 2006 | Marcelino Hevia              | Jorge González           | Fiat Punto S1600         |
| 2007 | Carlos Márquez Ron           | Aintzane Goñi            | Fiat Punto S1600         |
| 2008 | César Palacio                | Bandera de ?             | Renault Clio Sport       |
| 2009 | Jonathan Pérez Suárez        | Enrique Velasco          | Peugeot 207 S2000        |
| 2010 | Jonathan Pérez Suárez        | Enrique Velasco          | Peugeot 207 S2000        |
| 2011 | Jesús Fernández López 'Tano' | Salvador Belzunces       | Subaru Impreza WRC       |
| 2012 | Alberto Hevia                | Francisco Javier Álvarez | Škoda Fabia S2000        |
| 2013 | César Palacio                | Jovino Pelaéz            | Renault Clio Sport       |
| 2014 | Jonathan Pérez Suárez        | René Rúa Fernández       | Porsche 911 GT3          |
| 2015 | Óscar Palacio                | Enrique Velasco          | Mitsubishi Evo X R4      |
| 2016 | César Palacio                | Jovino Pelaéz            | Citroën DS3 R3T          |
| 2017 | Oscar Palacio                | Enrique Velasco          | Ford Fiesta R5           |
| 2018 | Oscar Palacio                | Enrique Velasco          | Ford Fiesta R5           |
| 2019 | José Manuel Mora             | Iván Bajo                | Peugeot 205 Rallye       |

## Rallyes
En la actualidad existen 8 rallyes puntuables:
- Rally La Espina - 8/9 de marzo de 2019
- Rally Villa de Tineo - 5/6 de abril de 2019
- Rally Picos de Europa 14/15 de junio de 2019
- Rally Principe de Asturias - 12/13/14 de septiembre de 2019
- Rally Villa de Llanes - 27/28 de septiembre de 2019
- Rally Montaña Central - 25/26 de octubre de 2019
- Rally La Felguera - 8/9 de noviembre de 2019
- Rally Cangas del Narcea - 6/7 de diciembre de 2019

## Pilotos destacables
A lo largo de la historia del Campeonato de Asturias de Rallyes han surgido pilotos que han destacado a nivel nacional:
- Alberto Hevia, campeón de España en 2004 y 2010.
- José Antonio López-Fombona
- Jonathan Pérez
- José Antonio Suárez
- Óscar Palacio
- Fran Cima
- Angel Paniceres
- Fredy Tames
- Manuel Mora
- Alberto Ordóñez
- Daniel Alonso

Cabe destacar también la existencia de una Copa de Vehículos Históricos, cuyo actual campeón es Miguel Ángel García a bordo de un VW Golf GTI MK1. También existe una copa de regularidad, denominada Copa LeMans Center, dónde se pueden ver vehículos como VW Golf, Mini, Peugeot 205, Lancia Delta, Opel Kadett… El actual campeón de esta Copa es Victor Iglesias, con VW Golf GTI MK1.